# HAR (ファイルフォーマット)
HTTP Archiveフォーマット、またはHARは、ウェブブラウザとサイトとのやり取りを記録するためのJSON形式のアーカイブファイルフォーマットである。ファイルの一般的な拡張子は「.har」。
HTTP Archive (HAR)フォーマットの仕様は、ウェブブラウザが読み込んだウェブページに関する詳細なパフォーマンスデータを書き出すために使用できる、HTTPトランザクションのアーカイブ形式を定義している。このフォーマットの仕様は、World Wide Web Consortium (W3C)のWeb Performance Working Groupによって作成された。この文書はPerformance Working Groupによって発表されることはなく、放棄された。

## 対応ソフトウェア
HARフォーマットは、以下のような様々なソフトウェアが対応している:
- Charles Proxy
- Fiddler
- Firebug
- Firefox
- Fluxzy Desktop
- Google Chrome
- HTTP Toolkit
- Internet Explorer 9
- Microsoft Edge
- Mitmproxy
- Postman
- OWASP ZAP
- Safari